# Понгіто перуанський
Понгіто перуанський (Grallaricula peruviana) — вид горобцеподібних птахів родини Grallariidae.

## Поширення
Поширений на східному схилі Анд південно-східного Еквадору (на півдні провінції Морона-Сантьяго) і на крайньому півночі Перу (на сході Піури та на півночі Кахамарки). Мешкає у підліску гірських лісів на висоті від 1650 до 2100 метрів над рівнем моря.